# Christine Fox
Christine Fox, född 26 maj 1955 i Bethesda, Maryland, är en amerikansk analytiker och ämbetsman. Fox arbetade på tankesmedjan Center for Naval Analysis (CNA) från 1981 till 2009 och avancerade där från botten till toppen.
Fox nominerades och utsågs till Director of Cost Assessment and Program Evaluation i Office of the Secretary of Defense (OSD), en befattning som utnämns av presidenten med senatens godkännande, i Barack Obamas administration från 28 oktober 2009 till juni 2013. Hon var tillförordnad som USA:s biträdande försvarsminister, den näst högsta civila befattningen i USA:s försvarsdepartement, från 4 december 2013 till 1 maj 2014 under Chuck Hagels tid som USA:s försvarsminister. Fox var den första kvinnan, om än tillförordnad, i den höga befattningen.

## Biografi
Christine Fox växte upp i norra Virginia i Washingtons storstadsområde och pappan, som var ingenjör i flottans kärnkraftsprogram, uppmuntrade dottern att studera matematik. År 1976 avlade Fox en bachelorexamen i matematik på George Mason University, följt 1980 av en masterexamen i tillämpad vetenskap från samma lärosäte. Fox började arbeta 1981 för Center for Naval Analysis (CNA), en fristående tankesmedja (federally funded research and development center, FFRDC) som uppdragsfinansieras av USA:s marindepartement.
Fox arbetade på CNA vid Naval Air Station Miramar i Kalifornien under mitten av 1980-talet. Filmproducenterna Don Simpson och Jerry Bruckheimer och deras manusförfattare höll på att skriva manuset för filmen Top Gun, men hade problem med att skriva en trovärdig kvinnlig rollfigur att interagera med protagonisten (spelad av Tom Cruise). När de föreslogs att träffa den 183 cm långa och blonda analytikern Fox med smeknamnet "Legs" vid CNA, så löstes problemet genom att de, inspirerade av Fox, skapade rollfiguren Charlotte "Charlie" Blackwood, en civilanställd astrofysiker, som i filmen spelas av Kelly McGillis. Christine Fox avancerade vidare inom hierarkin inom CNA och var mellan 2004 och 2009 dess chef.
Fox nominerades i oktober 2009 av Barack Obama till Director of Cost Assessment and Program Evaluation i Office of the Secretary of Defense (OSD) och godkändes samma månad av senaten med acklamation. Fox var tillförordnad som USA:s biträdande försvarsminister mellan Ashton Carters avgång och Robert O. Works tillträde.
Efter tiden i Pentagon har Christine Fox varit verksam vid Johns Hopkins University Applied Physics Laboratory.